# Jair Bittencourt
Jair de Siqueira Bittencourt Júnior (Itaperuna, 8 de junho de 1971) é um empresário e político brasileiro filiado ao Partido Liberal. Está em seu terceiro mandato como deputado estadual do Rio de Janeiro.

## Carreira política
Bittencourt iniciou sua vida pública aos 16 anos, quando assumiu o cargo de presidente do Grêmio Estudantil de seu município. Na carreira política, foi nomeado, em 1997, secretário de Administração e de Governo do então prefeito de Itaperuna, Péricles Ferreira Olivier de Paula. Em 2004 foi eleito prefeito do município, cargo que ocupou de 2005 a 2008.
Em 2014, foi eleito deputado estadual do Rio de Janeiro com 28.133 votos (0,36%), sendo o único representante do Noroeste Fluminense na Assembleia Legislativa do Estado do Rio de Janeiro.
Entre 2015 e 2016, o deputado presidiu a Comissão de Saúde da Assembleia Legislativa do Estado do Rio de Janeiro.
Em abril de 2015, em polêmica votação, foi um dos parlamentares a votar a favor da nomeação de Domingos Brazão para o Tribunal de Contas do Estado do Rio de Janeiro, nomeação esta muito criticada na época.
Entre fevereiro de 2017 e abril de 2018, exerceu o cargo de secretário estadual de Agricultura, Pecuária, Pesca e Abastecimento.
Em 17 de novembro de 2017, votou pela revogação da prisão dos deputados Jorge Picciani, Paulo Melo e Edson Albertassi, denunciados na Operação Cadeia Velha, acusados de integrar esquema criminoso que contava com a participação de agentes públicos dos poderes Executivo e do Legislativo, inclusive do Tribunal de Contas, e de grandes empresários da construção civil e do setor de transporte.
Foi reeleito deputado estadual nos pleitos de 2018 e 2022, com 32.656 e 75.253 votos, respectivamente. Em dezembro de 2022 foi anunciado como secretário de Agricultura do governo de Cláudio Castro, voltando a ocupar a pasta. Em fevereiro de 2023, foi substituído por Flávio Campos Ferreira.
Em 2023, lançou candidatura à presidência da ALERJ, mas a retirou em favor de seu então correligionário Rodrigo Bacellar.
Em fevereiro de 2024, votou a favor do fim do afastamento da deputada Lucinha, determinado pelo Tribunal de Justiça do estado por ela ser acusada de possuir ligações com milicianos.